# Marks & Spencer
Marks and Spencer (también conocida como M&S) es una multinacional británica dedicada al comercio minorista con sede en Westminster, Londres. Cotiza en la Bolsa de Londres y forma parte del índice FTSE 100.
Está especializada en la venta de ropa, productos para el hogar y productos alimenticios de lujo. M&S fue fundada en 1884 por Michael Marks y Thomas Spencer en Leeds.
En 1998, M&S fue el primer minorista británico en conseguir un beneficio antes de impuestos superior a los mil millones de libras, aunque a continuación se produjo una caída repentina para sorpresa de la propia compañía, sus accionistas y los analistas de negocios.
M&S cuenta con 852 tiendas en Reino Unido, así como numerosas tiendas internacionales; 52 tiendas en la India, 48 en Turquía, 37 en Rusia, 27 en Grecia, 17 en Irlanda, 14 en Francia, 11 en Polonia, 1 en Malta, 6 en Hungría y Finlandia y 5 en España.